# Giro d'Italia 1983
Il Giro d'Italia 1983, sessantaseiesima edizione della "Corsa Rosa", si svolse in ventidue tappe precedute da un cronoprologo iniziale dal 12 maggio al 5 giugno 1983, per un percorso totale di 3 822 km. Fu vinto da Giuseppe Saronni davanti a Roberto Visentini e Alberto Fernández Blanco.
Il prologo di Brescia fu annullato a causa di uno sciopero degli operai metalmeccanici.
In Italia la prova venne trasmessa in tv da Rai Rete 1 e in radio da Rai Radio1.
Prima dell'ultima tappa, la cronometro Gorizia-Udine, vi fu un tentativo di boicottaggio ai danni di Giuseppe Saronni: un industriale lombardo offrì due milioni di lire a due camerieri dell'hotel di Gorizia in cui risiedevano i ciclisti affinché mettessero del lassativo nel piatto di Saronni. I due avvisarono la polizia, che intervenne.

## Regolamento

### Maglie e classifiche
il regolamento quell'anno prevedeva 4 maglie: la maglia rosa (come sempre per il migliore in classifica generale), la maglia ciclamino (leader della classifica a punti), la maglia verde (leader della classifica scalatori), e la  maglia bianca (Classifica giovani). Inoltre, per la prima volta, venne aggiunta la classifica a squadre, che fu vinta dalla Zor-Gemeaz Cusin.

### Abbuoni
Gli abbuoni assegnati nelle tappe in linea furono di 18" 12" 6" ai primi due classificati all'arrivo.

## Tappe
| Tappa  | Data      | Percorso                                  | km    | Vincitore di tappa   | Leader cl. generale |
| ------ | --------- | ----------------------------------------- | ----- | -------------------- | ------------------- |
| prol.  | 12 maggio | Brescia > Brescia (cron. individuale)     | -     | annullato            | -                   |
| 1ª     | 13 maggio | Brescia > Mantova (cron. a squadre)       | 70    | Bianchi-Piaggio      | Tommy Prim          |
| 2ª     | 14 maggio | Mantova > Comacchio                       | 192   | Guido Bontempi       | Urs Freuler         |
| 3ª     | 15 maggio | Comacchio > Fano                          | 148   | Paolo Rosola         | Paolo Rosola        |
| 4ª     | 16 maggio | Pesaro > Todi                             | 187   | Giuseppe Saronni     | Paolo Rosola        |
| 5ª     | 17 maggio | Terni > Vasto                             | 269   | Eduardo Chozas       | Silvano Contini     |
| 6ª     | 18 maggio | Vasto > Campitello Matese                 | 145   | Alberto Fernández    | Silvano Contini     |
| 7ª     | 19 maggio | Campitello Matese > Salerno               | 216   | Moreno Argentin      | Giuseppe Saronni    |
| 8ª     | 20 maggio | Salerno > Terracina                       | 212   | Guido Bontempi       | Giuseppe Saronni    |
| 9ª     | 21 maggio | Terracina > Montefiascone                 | 225   | Riccardo Magrini     | Giuseppe Saronni    |
| 10ª    | 22 maggio | Montefiascone > Bibbiena                  | 232   | Palmiro Masciarelli  | Giuseppe Saronni    |
| 11ª    | 23 maggio | Bibbiena > Pietrasanta                    | 202   | Lucien Van Impe      | Giuseppe Saronni    |
|        | 24 maggio | giorno di riposo                          |       |                      |                     |
| 12ª    | 25 maggio | Pietrasanta > Reggio Emilia               | 180   | Alf Segersäll        | Giuseppe Saronni    |
| 13ª    | 26 maggio | Reggio Emilia > Parma (cron. individuale) | 38    | Giuseppe Saronni     | Giuseppe Saronni    |
| 14ª    | 27 maggio | Parma > Savona                            | 243   | Gregor Braun         | Giuseppe Saronni    |
| 15ª    | 28 maggio | Savona > Orta San Giulio                  | 219   | Paolo Rosola         | Giuseppe Saronni    |
| 16ª-1ª | 29 maggio | Orta San Giulio > Milano                  | 110   | Frank Hoste          | Giuseppe Saronni    |
| 16ª-2ª | 29 maggio | Milano > Bergamo                          | 100   | Giuseppe Saronni     | Giuseppe Saronni    |
| 17ª    | 30 maggio | Bergamo > Colli di San Fermo              | 91    | Alberto Fernández    | Giuseppe Saronni    |
| 18ª    | 31 maggio | Sarnico > Vicenza                         | 178   | Paolo Rosola         | Giuseppe Saronni    |
|        | 1º giugno | giorno di riposo                          |       |                      |                     |
| 19ª    | 2 giugno  | Vicenza > Selva di Val Gardena            | 224   | Mario Beccia         | Giuseppe Saronni    |
| 20ª    | 3 giugno  | Selva di Val Gardena > Arabba             | 169   | Alessandro Paganessi | Giuseppe Saronni    |
| 21ª    | 4 giugno  | Arabba > Gorizia                          | 232   | Moreno Argentin      | Giuseppe Saronni    |
| 22ª    | 5 giugno  | Gorizia > Udine (cron. individuale)       | 40    | Roberto Visentini    | Giuseppe Saronni    |
| Totale | Totale    | Totale                                    | 3 822 |                      |                     |

## Squadre e corridori partecipanti
| N.    | Cod. | Squadra                  |
| ----- | ---- | ------------------------ |
| 1-9   | ALF  | Alfa Lum-Olmo            |
| 11-19 | ATA  | Atala-Campagnolo         |
| 21-29 | BIA  | Bianchi-Piaggio          |
| 31-39 | MAL  | Bottecchia-Malvor        |
| 41-49 | DEL  | Del Tongo-Colnago        |
| 51-59 | DRO  | Dromedario-Alan-Sidermec |
| 61-69 | EUR  | Europ Decor-Dries        |
| 71-79 | ZOR  | Gemeaz Cusin-Zor         |
| 81-89 | GIS  | Gis Gelati-Campagnolo    |

| N.      | Cod. | Squadra                   |
| ------- | ---- | ------------------------- |
| 91-99   | HOO  | Hoonved-Almoda-Perlav     |
| 101-109 | INO  | Inoxpran-Lumenflon        |
| 111-119 | EOR  | Magniflex-Eorotex         |
| 121-129 | TRI  | Mareno-Wilier Triestina   |
| 131-139 | MET  | Metauro Mobili-Pinarello  |
| 141-149 | SAM  | Sammontana-Campagnolo     |
| 151-159 | TER  | Termolan-Galli-CIOCC      |
| 161-169 | VIV  | Vivi-Benotto-Selle Italia |
| 171-179 | WOL  | Wolber-Spidel             |

## Classifiche finali

### Classifica generale - Maglia rosa
| Pos. | Corridore         | Squadra    | Tempo      |
| ---- | ----------------- | ---------- | ---------- |
| 1    | Giuseppe Saronni  | Del Tongo  | 100h45'30" |
| 2    | Roberto Visentini | Inoxpran   | a 1'07"    |
| 3    | Alberto Fernández | Gemeaz C.  | a 3'40"    |
| 4    | Mario Beccia      | Bottecchia | a 5'55"    |
| 5    | Dietrich Thurau   | Del Tongo  | a 7'44"    |
| 6    | Marino Lejarreta  | Alfa Lum   | a 7'47"    |
| 7    | Faustino Rupérez  | Gemeaz C.  | a 8'24"    |
| 8    | Eduardo Chozas    | Gemeaz C.  | a 9'41"    |
| 9    | Lucien Van Impe   | Metauro M. | a 10'54"   |
| 10   | Wladimiro Panizza | Atala      | a 12'00"   |

### Classifica a punti - Maglia ciclamino
| Pos. | Corridore        | Squadra     | Punti |
| ---- | ---------------- | ----------- | ----- |
| 1    | Giuseppe Saronni | Del Tongo   | 223   |
| 2    | Moreno Argentin  | Sammontana  | 149   |
| 3    | Frank Hoste      | Europ Decor | 139   |
| 4    | Pierino Gavazzi  | Atala       | 120   |
| 5    | Stefan Mutter    | Magniflex   | 111   |

### Classifica scalatori - Maglia verde
| Pos. | Corridore            | Squadra    | Punti |
| ---- | -------------------- | ---------- | ----- |
| 1    | Lucien Van Impe      | Metauro M. | 70    |
| 2    | Alberto Fernández    | Gemeaz C.  | 43    |
| 3    | Marino Lejarreta     | Alfa Lum   | 27    |
| 3    | Faustino Rupérez     | Gemeaz C.  | 27    |
| 5    | Alessandro Paganessi | Bianchi    | 23    |

### Classifica giovani - Maglia bianca
| Pos. | Corridore         | Squadra      | Tempo      |
| ---- | ----------------- | ------------ | ---------- |
| 1    | Franco Chioccioli | Vivi-Benotto | 101h00'52" |
| 2    | Fabrizio Verza    | Gis Gelati   | a 12'16"   |
| 3    | Harald Maier      | Magniflex    | a 20'32"   |
| 4    | Davide Cassani    | Termolan     | a 30'27"   |
| 5    | Czesław Lang      | Gis Gelati   | a 35'13"   |